# Cabo Machichaco (vapor)
El Cabo Machichaco fue un barco de vapor construido en Newcastle (Reino Unido) en 1882. Fue adquirido en 1885 por la Compañía Ybarra con el objetivo de utilizarlo en el servicio de cabotaje entre Bilbao y Sevilla, cuya primera escala era en el puerto de Santander. El barco pasó a formar parte de la historia de Santander y de España el 3 de noviembre de 1893 al explotar su cargamento de dinamita mientras estaba atracado en uno de los muelles de la ciudad, siendo la mayor tragedia de carácter civil ocurrida en España en el siglo XIX.

## El desastre

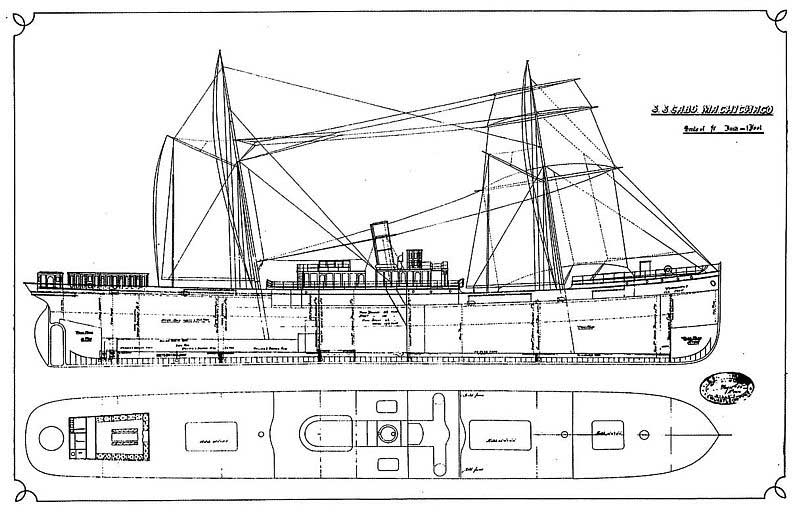
Planta y sección longitudinal del Benisaf, luego renombrado como Cabo Machichaco.

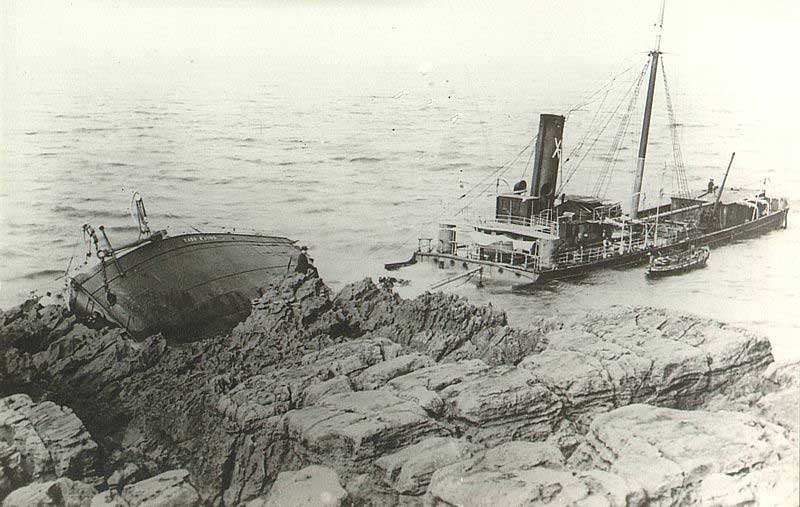
El barco gemelo del Cabo Machichaco, llamado Cabo Mayor, naufragó curiosamente en las rocas de Cabo Mayor en 1886.

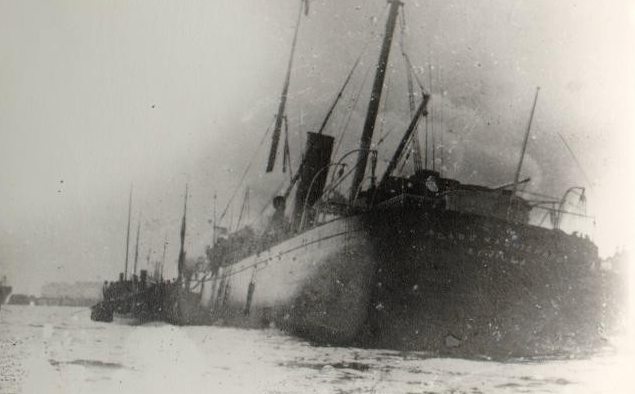
El vapor Cabo Machichaco ardiendo en la bahía de Santander el 3 de noviembre de 1893.

El 3 de noviembre de 1893, el Cabo Machichaco, después de haber pasado la cuarentena en el lazareto de Isla de Pedrosa, ya que se habían dado varios casos de cólera en Bilbao, estaba atracado en el muelle saliente llamado número 2 de Maliaño, frente a la actual calle de Calderón de la Barca. Entre otras mercancías que había en el barco, como harina y material siderúrgico, también transportaba varios garrafones de ácido sulfúrico en cubierta y algo más de 51 toneladas de dinamita, de cuya existencia no se había dado parte, o bien fue omitida por las autoridades portuarias.
La dinamita procedía de Galdácano, y su destino eran los puertos del sur de España, excepto veinte cajas, que eran para la ciudad de Santander. Según el reglamento del puerto de Santander, cualquier barco que transportase dinamita debía realizar sus operaciones de carga y descarga en el fondeadero de la Magdalena o al final de los muelles de Maliaño. Esta normativa de seguridad trataba de evitar el manejo de mercancías peligrosas cerca del centro urbano de la ciudad.
Aproximadamente a la una y media de la tarde, las autoridades locales recibieron la información de que se había producido un incendio a bordo del Cabo Machichaco, que se intentó apagar con los pocos medios disponibles del barco, los de los bomberos, que al parecer también eran exiguos, y los del gánguil de la Junta del Puerto. Ante esta situación, la mayoría de las autoridades locales y técnicos se involucraron en el incendio para tratar de sofocarlo. El incendio, que se originó en la cubierta y después se extendió por las bodegas de proa, surgió como consecuencia de la explosión de una bombona de vidrio con ácido sulfúrico.

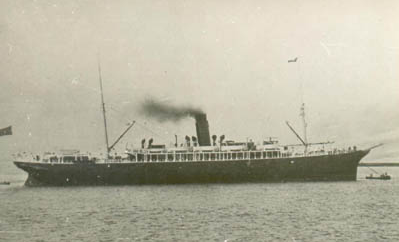
El vapor Alfonso XIII, construido en 1889. Parte de su tripulación participó en la extinción del incendio en el Machichaco aquel 3 de noviembre. Debido a la explosión fallecieron 32 tripulantes de este barco, incluido su capitán, Francisco Jaureguizar y Cagigal.

Cabe destacar que también acudieron a prestar ayuda las tripulaciones de los barcos que se encontraban fondeados o atracados, como el vapor correo Alfonso XIII, que había llegado el día anterior a Santander tras su primer viaje a Cuba. El capitán de este buque, Francisco Jaureguizar y Cagigal, y el capitán subinspector Francisco Cimiano ordenaron que el vapor Auxiliar nº 5, propiedad de la Compañía Trasatlántica Española, ayudase a extinguir el incendio. De esta forma, embarcaron en el Cabo Machichaco, junto con numerosos tripulantes del vapor Alfonso XIII. También acudieron para colaborar en la extinción del incendio las tripulaciones de los demás buques que estaban en Santander, entre ellos el barco francés Galindo, el inglés Eden y el transatlántico español Catalina, propiedad de la Naviera Pinillos. Pachín González, un tripulante del Catalina, sería el protagonista de la novela homónima del escritor José María de Pereda.
El fuego atrajo a multitud de curiosos, que, ajenos a lo que había en la bodega, contemplaban el siniestro. A las cuatro de la tarde, con el incendio todavía presente, se supo el contenido de la embarcación. A pesar de ello, el público no fue retirado de la zona por las autoridades.

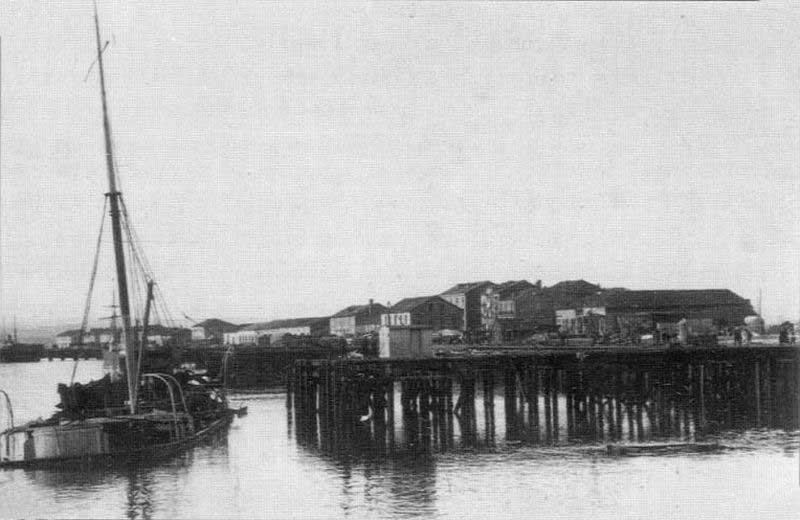
Cabo Machichaco después de la primera explosión.

Una hora después, las dos bodegas de proa estallaron. La explosión produjo una gran tromba de agua de miles de toneladas que arrastró a muchas personas al mar. La onda expansiva se propagó por toda la bahía de Santander. Algunos edificios cercanos se derrumbaron. Cientos de fragmentos de hierro salieron disparados a varios kilómetros de distancia. La magnitud de la explosión fue tal que según cuentan algunos testimonios un calabrote llegó hasta la localidad de Peñacastillo, a ocho kilómetros de distancia, y mató a una persona. Una ermita medieval situada en la mies de San Juan de Maliaño, a varios kilómetros de distancia, no pudo resistir la onda expansiva de la explosión y también se derrumbó. Todos los que subieron al barco, incluidos 32 tripulantes del Alfonso XIII y el capitán del mismo, Francisco Jaureguizar, murieron en la explosión.

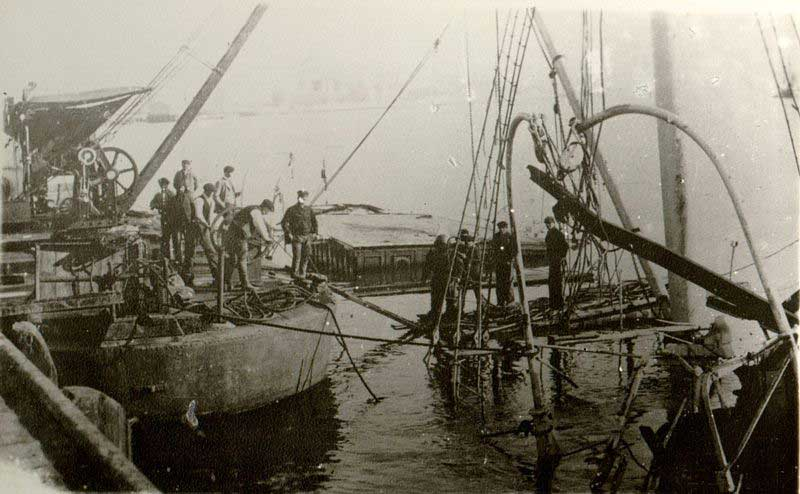
Trabajos de salvamento de los restos del naufragio tras la primera explosión.

El resultado de la explosión fue de 590 muertos y 525 heridos, aunque otros citan unos 2000 heridos. Cabe señalar que entonces había 50 000 habitantes censados en la ciudad de Santander. Fallecieron la mayor parte de las autoridades civiles y militares de Santander, incluido el gobernador civil Somoza (su bastón fue encontrado en la playa de San Martín, a kilómetros de distancia), además de bomberos, trabajadores y curiosos que se habían acercado para observar cómo ardía el barco.

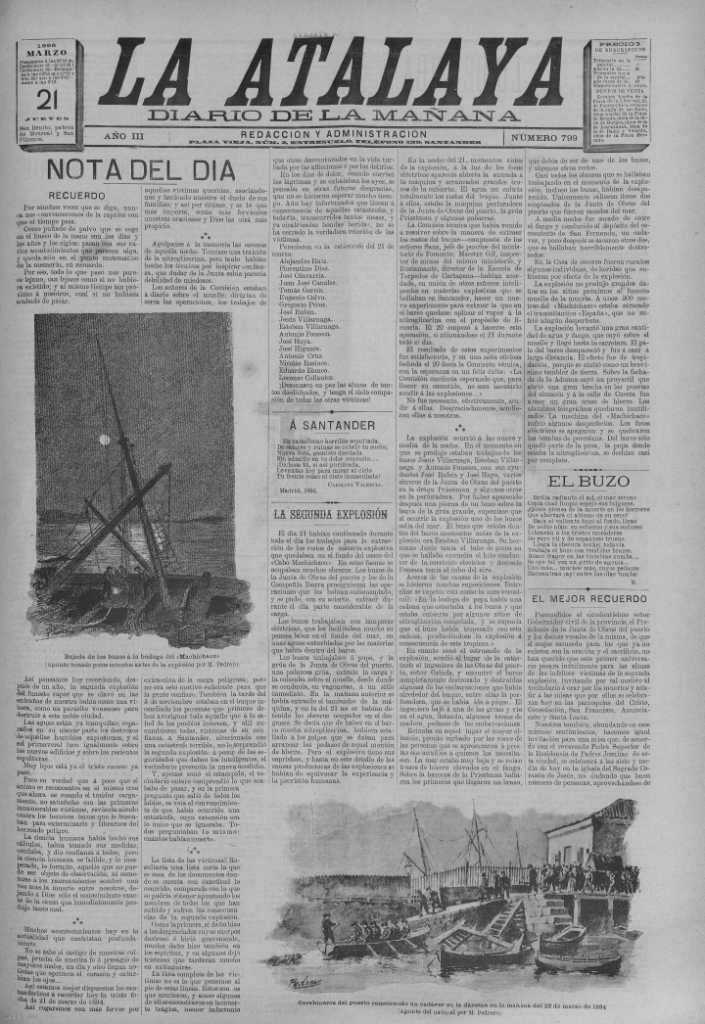
La Atalaya, portada del 21 de marzo de 1895, dibujos de Mariano Pedrero
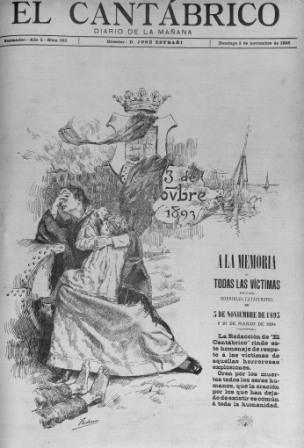
El Cantábrico, portada del 3 de noviembre de 1895, dibujo de Mariano Pedrero
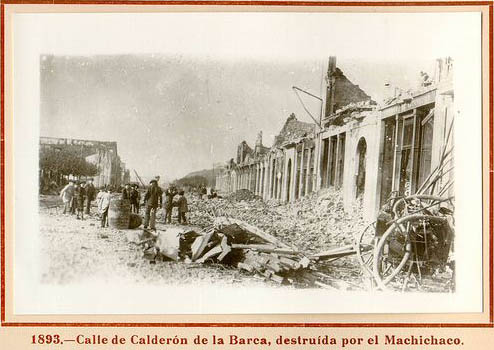
Edificios destrozados por la primera explosión

## Opiniones
El historiador santanderino Rafael González Echegaray defendió abiertamente en sus obras la actuación del capitán del Cabo Machichaco, Facundo Léniz Maza. Por otro lado, criticó la actuación de las autoridades portuarias que permitían el continuo incumplimiento de lo establecido en el reglamento. De esta forma, Echegaray afirmó: 

Lo que ocurría sencillamente es que desde aquel mismo instante había quedado patente la infracción de los Reglamentos portuarios cometida por parte del buque, de su consignatario, de la aduana y de las autoridades en general. Todos, absolutamente todos, eran culpables por imprudencia o negligencia (en mayor o menor grado) y además no tenían noción exacta de lo que estaban arriesgando en aquellos momentos.

## Secuelas y consecuencias

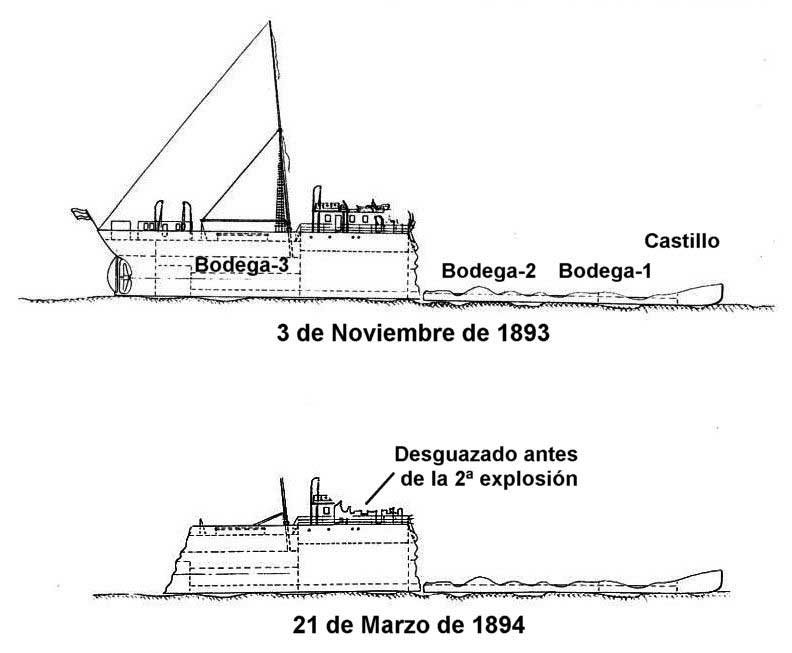
Estado del Cabo Machichaco tras las dos explosiones.

Además de lo evidente del desastre, que fueron las víctimas mortales y los heridos, las infraestructuras cercanas al lugar de la explosión se vieron dañadas y algunos edificios no resistieron la onda expansiva, que destruyó casi todas las casas de la calle Méndez Núñez. El fuego quemó numerosas viviendas y alumbró durante toda la noche la búsqueda de restos humanos. Los relatos de la aparición de restos mortales de las víctimas a mucha distancia de la explosión fueron abundantes en los días siguientes a la tragedia y, aunque muchas de ellas son difíciles de corroborar, hay algunas que parecen demostradas, como la de un guardia que encontró dos piernas sobre el tejado de un almacén de maderas, a una distancia de dos kilómetros.
Durante los meses siguientes al desastre, se intentó recuperar la dinamita restante del barco hundido en la bahía, pero el barco volvió a ser protagonista de otra tragedia, pues el 21 de marzo de 1894 se produjo una explosión como consecuencia de estas labores y murieron quince operarios.
En definitiva, Santander tuvo que recuperarse de un desastre sin precedentes, dado que muchas de las autoridades civiles, militares y bomberos fallecieron en la explosión. Cabe destacar que Santander venía sufriendo una crisis desde 1875, con la prohibición de las exportaciones de trigo y harina al extranjero, agudizada por la quiebra del comercio con las provincias americanas. Sumado a esto, el desastre del Cabo Machichaco ocurrió en un delicado momento para la ciudad.
A pesar de ello, la recuperación económica y social de Santander fue progresiva, puesto que en 1898 surgió el Monte de Piedad, que en la actualidad es la entidad financiera Caja Cantabria, y el Banco Mercantil (1907), además de compañías navieras, como es el caso de Navegación Montañesa.

## La tragedia en la memoria histórica colectiva

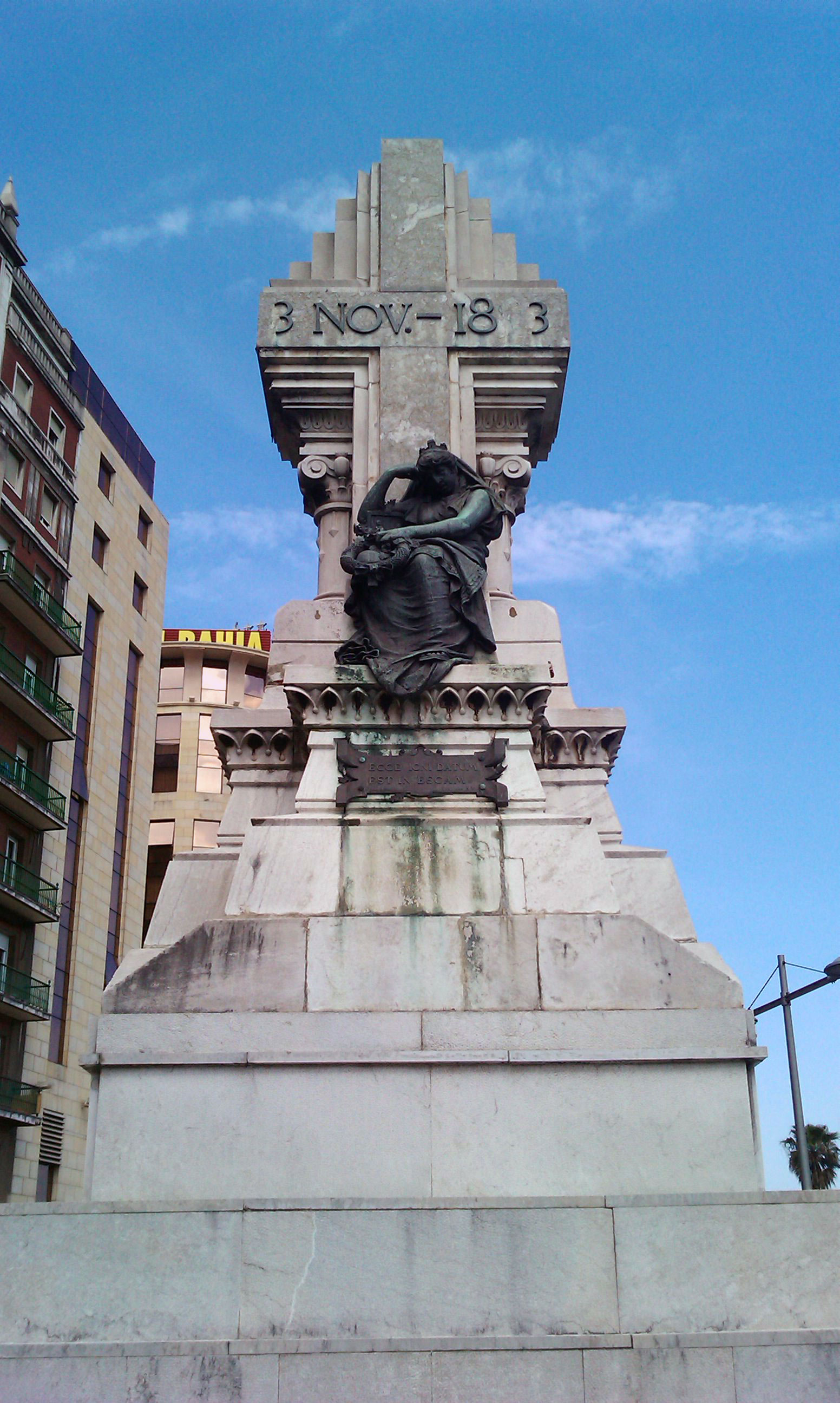
Vista anterior del monumento de Valentín Lavín.

Por sus devastadoras consecuencias la explosión del Cabo Machichaco está considerada la peor catástrofe civil registrada en la historia contemporánea de España. Provocó un fuerte impacto en la memoria colectiva santanderina y dejó una profunda huella en la historia de la ciudad, lo que ha hecho que más de un siglo después del suceso cada año se sigan conmemorando la efemérides de la terrible tragedia.
En su recuerdo destaca la obra de José María de Pereda, titulada Pachín González (1896), y la litografía con un panteón conmemorativo editada por el poeta Marcos Linazasoro, además de los siguientes monumentos y homenajes:
- El primer monumento fue proyectado en 1896 por el arquitecto municipal santanderino Valentín Ramón Lavín Casalís.[3] Durante la tragedia, Lavín Casalís consiguió evitar la propagación del fuego causado por la explosión gracias a varias intervenciones de urgencia.[3] El monumento, consistente en una gruesa cruz de piedra con perfil escalonado sujeta a un pedestal piramidal, tiene grabadas las fechas de las dos explosiones. La cruz también posee una figura construida en bronce que representa a una mujer doliente, realizada por el escultor ovetense Cipriano Folgueras Doiztúa.[3] Se halla situado en la Plaza del Machichaco, en el lugar aproximado de la explosión.
- La Real Asociación Machichaco, creada en 1958, es una organización sin ánimo de lucro que se encarga de recordar la catástrofe junto con las instituciones públicas cada 3 de noviembre junto al monumento. También es la organización encargada de publicar libros buscando más información sobre los trágicos episodios. Durante 2016 se creó el centro de interpretación del Machichaco, cerca de la Plaza del Machichaco. [13]
- El monumento del cementerio de Ciriego fue ejecutado por A. García Cabezas.[3] Está compuesto por un pilar polilobulado truncado y un féretro cubierto con un manto pétreo.
- El Ayuntamiento de Santander realiza un homenaje cada 3 de noviembre a las víctimas de la catástrofe justo enfrente del monumento que está situado entre la Estación Marítima y el Hotel Bahía en la calle Calderón de la Barca de Santander.[8]
- El compositor y músico Borja Ordóñez García compuso una obra con el nombre "Cabo Machichaco" que fue estrenada el 3 de noviembre de 2018 por la Banda Municipal de Santander durante la celebración del 125 aniversario del accidente.